# إليا ميلانوف
إليا ميلانوف (بالبلغارية: Илия Миланов) (19 فبراير 1992 في بلغاريا - ) هو لاعب كرة قدم بلغاري في مركز الدفاع. شارك مع منتخب بلغاريا تحت 19 سنة لكرة القدم ومنتخب بلغاريا تحت 21 سنة لكرة القدم ومنتخب بلغاريا لكرة القدم. أما مع النوادي، فقد لعب مع نادي بيروي ستارا زاغورا ونادي ليتكس لوفتش وPFC Litex Lovech II ‏.

## وصلات خارجية
- إليا ميلانوف على موقع الاتحاد الدولي (مؤرشف)  (الإنجليزية)
- إليا ميلانوف على موقع الاتحاد الأوربي (الإنجليزية)
- إليا ميلانوف على موقع قاعدة بيانات كرة القدم.إي يو (الإنجليزية)
- إليا ميلانوف على موقع ناشيونال فوتبول تيمز (الإنجليزية)
- إليا ميلانوف على موقع Soccerway.com (الإنجليزية)
- إليا ميلانوف على موقع عالم كرة القدم.نت (الإنجليزية)